# مصطفى عبد الرازق
الشيخ مصطفى حسن عبد الرازق (حوالي 1304 هـ / 1885م - 24 ربيع الأول 1366 هـ / 15 فبراير 1947م) مفكر وأديب مصري، وعالم بأصول الدين والفقه الإسلامي شغل منصب شيخ الجامع الأزهر الشريف، ويعتبر مجدد للفلسفة الإسلامية في العصر الحديث، وصاحب أول تاريخ لها بالعربية، ومؤسس «المدرسة الفلسفية العربية». تولى الشيخ مصطفى عبد الرازق وزارة الأوقاف ثماني مرات، وكان أول أزهري يتولاها، واختير شيخا للأزهر في ديسمبر 1945م / محرم 1365 هـ.
ولد مصطفى عبد الرازق في أسرة وطنية ثرية في قرية أبو جرج بمحافظة المنيا؛ فكان والده حسن عبد الرازق من مؤسسي جريدة «الجريدة» التي دعت إلى الحكم الدستوري والإصلاح الاجتماعي والتعليم، وكذلك كان والده من مؤسسي «حزب الأمة». حفظ القرآن الكريم، ثم التحق بالأزهر، حيث التقى بالشيخ الإمام محمد عبده، وهناك حصل على شهادة العالمية سنة (1326 هـ / 1908م). ودرّس القضاء الشرعي في الأزهر. ثم استقال.

## الأساتذة والشيوخ
تتلمذ للأستاذ محمد عبده، والشيخ بسيوني عسل - أستاذه في الفقه -، والشيخ محمد حسنين البولاقي - والد أحمد حسنين باشا، والشيخ أبو الفضل الجيزاوي، وغيرهم.

## السفر إلى فرنسا
سافر إلى فرنسا ودرس في جامعة "السوربون"، ثم جامعة ليون التي حاضر فيها في أصول الشريعة الإسلامية. حصل على شهادة الدكتوراه برسالة عن «الإمام الشافعي أكبر مشرعي الإسلام»، وترجم إلى الفرنسية «رسالة التوحيد» للإمام محمد عبده بالاشتراك مع «برنار ميشيل» وألفا معا كتابا بالفرنسية.

## عودته لمصر
عين موظفا في المجلس الأعلى للأزهر، ثم مفتشاً بالمحاكم الشرعية، وكان نشطا في الصحافة والسياسة. في عام (1346 هـ / 1927م) عين أستاذا مساعدا للفلسفة الإسلامية بكلية الآداب بجامعة فؤاد الأول (القاهرة حاليا)، ثم أصبح أستاذ كرسي في الفلسفة، وأصدر أهم كتبه الفلسفية «تمهيد لتاريخ الفلسفة الإسلامية»، وكتاب «فيلسوف العرب والمعلم الثاني». تتلمذ علي يديه نجيب محفوظ حيث أدرك محفوظ أهمية العربية الفصحي في الكتابة بديلا عن العامية.

## شقيقه علي باشا عبد الرازق
شقيقه علي عبد الرازق كان وزيراً للأوقاف وهو صاحب كتاب الإسلام وأصول الحكم الذي أغضب عليه الأزهر فسحب منه شهادته.

## من مؤلفاته
كتب دراسة صغيرة أدبية عن البهاء زهير الشاعر المعروف، ونشرت سنة 1349 هـ / 1930م)،
- تمهيد لتاريخ الفلسفة الإسلامية، سنة 1363 هـ / 1944م وهو أشهر كتبه وأهمها.
- كتاب «فيلسوف العرب والمعلم الثاني» في سيرة الكندي والفارابي وصدر سنة 1364 هـ / 1945م.
- كتاب «الإمام الشافعي»، وصدر ضمن سلسلة أعلام الإسلام سنة 1364 هـ /= 1945م.
- الدين والوحي والإسلام.
- محمد عبده سيرته، ونشره في سنة 1365 هـ / 1946م، وهو يجمع مقالاته ودراساته عن أستاذه، وركز فيه على الجانب الإصلاحي والفلسفي من حياة الإمام، كما قام بترجمة «رسالة التوحيد» لمحمد عبده إلى الفرنسية بالاشتراك مع برنارد ميشيل.
- مذكرات مسافر.
- مذكرات مقيم.

جمع أخوه الشيخ علي عبد الرازق مجموعة من مقالاته التي نشرها في الجرائد والمجلات في كتاب تحت عنوان «من آثار مصطفي عبد الرازق» مع مقدمة لطه حسين، وصدر في سنة 1377 هـ / 1957م).

## وصلات خارجية
- مصطفى عبد الرازق على موقع أرشيف الشارخ.
- مصطفى عبد الرازق.. مدرسة فلسفية في رحاب الأزهر

- أحمد حسن الباقوري
- أحمد حسن الزيات
- عبد الحميد كشك
- محمد مسعد ياقوت
- عبد الله عزام
- محمد الغزالي
- عائض القرني

| قبلــه: محمد مصطفى المراغي | شيخ الجامع الأزهر الرابع والثلاثون 1364 - 1366 هـ / (1945م - 1947م) | بعــده: محمد مأمون الشناوي |